# Agustina Gutiérrez
Agustina Gutiérrez Salazar (San Fernando, 1851 - Santiago de Chile, 4 de septiembre de 1886) fue una pintora y dibujante chilena. Fue la primera alumna de la Academia de Pintura y la primera profesora de artes plásticas de su país. Obtuvo un importante reconocimiento público por su trabajo como retratista de mujeres de la alta sociedad de Valparaíso, de acuerdo a lo reflejado en la prensa de su época.

## Familia y estudios

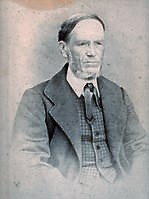
Su padre
José Antonio Gutiérrez Gutiérrez

Hija de José Antonio Gutiérrez Gutiérrez, nacida en la ciudad de San Fernando, provincia de Colchagua, en el seno de una familia de clase media, donde sus dotes artísticas destacaron de muy pequeña.
A los 15 años de edad se trasladó a vivir a Santiago con su padre. Ingreso a estudiar a la Academia de Pintura el año 1866.
Es considerada como la primera mujer propulsora del arte femenino. En el año 1869 fue nombrada por Alejandro Cicarelli, y por ende por el estado de Chile, profesora de dibujo de la Academia de Pintura; contaba con 18 años de edad. Este hecho la convirtió en la primera mujer profesora de dibujo en Chile, siendo una de las iniciadoras de esta disciplina como enseñanza en la escuela del estado.

## Su arte

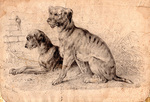
Dibujo de Perros

Fue de las mujeres pioneras en participar en los Salones de Pintura de Santiago. Su talento fue destacado para pintar al óleo sobre tela, principalmente en motivos sobre leyendas mitológicas, animales, temas épicos, naturalezas muertas, flores y composiciones variadas.
También se destacó como retratista a lápiz. Con esta técnica se calcula que realizó más de dos mil retratos sobre papel. Destacan entre estos retratos las señoras de Valparaíso como son: Juana Vargas de Jara Quemada, Carmela Mena de Veras, Marcelina Vargas de Mena, Acasia Lazo de Undurraga y la Señora Real de Azúa. A los retratos les dio un carácter y matiz psicológico. Realizó de su trabajo artístico una profesión, como cualquier otro de los alumnos de la Academia, siendo una labor que le permitió tener sus ingresos para cubrir sus necesidades, lo que para su época, la alejó del patrón de ocio al que socialmente se vinculaba a las mujeres, donde se veía el aprendizaje del arte, el francés o de la música, como complementos para su instrucción y cultura elevadas. 
De este modo, su obra fue un reflejo del contexto social chileno, en especial los retratos de damas de la alta sociedad de la época. Sus cinco hermanas también cultivaron la pintura.
En el discurso de inauguración de la Academia de Pintura en el año de 1849, donde Alejandro Cicarelli señaló que: 

deseo llamar la atención de la estudiosa juventud chilena, para observarle, que la patria le abre una nueva carrera que le asegura una nueva posición social. La carrera es vasta, y aunque opuesta a la de las armas, es gloriosa como ella. Si los hijos de la patria derramaron su sangre en los campos de batalla para asegurar su independencia y su grandeza, las bellas artes tienen la misión de fecundar esta semilla de virtud y patriotismo, ilustrando por medio del arte las hazañas de estos valientes

En su arte se puede hacer referencias también a Paula Aldunate Larraín (1834-1871) que fue discípula de Mauricio Rugendas. 

## Muerte y legado

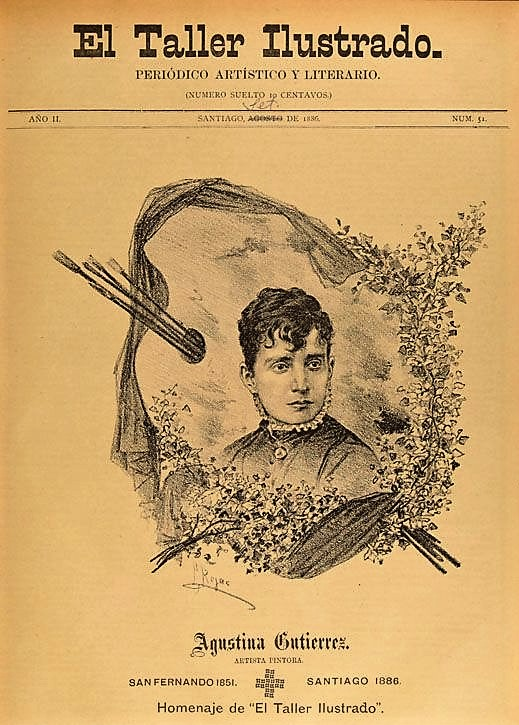
Agustina Gutiérrez en la portada de El Taller Ilustrado.

Agustina Gutiérrez fue víctima de neumonía, falleciendo por esta causa el 4 de septiembre de 1886.
En el número 51 de El Taller Ilustrado se dice de ella:

llegó a formarse una clientela, sus retratos al óleo y a lápiz tuvieron la mayor aceptación. De estos últimos ha trabajado un buen número particularmente para Valparaíso, entre los cuales hay algunos sobresalientes en méritos, ya sea como corrección y pureza de líneas, o ya por su modelado y parecido al original

. 
Párrafos adelante se indica que se 

hizo conocida en todo el país por su talento artístico. Ricos y pobres elogiaron sus trabajos. Su reputación estaba asegurada. Sus cuadros iban a ser naturalmente adquiridos por los hombres de fortuna.

José Miguel Blanco dice de ella: 

Honremos tu memoria
Hoy que vas en lo eterno a levantarte,
Tú nuevo porvenir gira en la gloria
Tú corona triunfal surge del arte

Agustina Gutiérrez participó en una sola exposición colectiva, que fue la primera exposición de la Quinta Normal de Agricultura, en Santiago de Chile en el año 1884.

## Premios y reconocimientos
- 1884 Mención Honrosa en Pintura, Salón de 1884, Santiago, Chile